# Îles de Boynes
îles de Boynes ili Otoci Boynes, četiri su mala stjenovita otoka otočja Kerguelen, koji leže nekih 30 km južno od Presqu'ile Rallier du Baty na glavnom otoku, južno od 50. južne paralele (50°01′S 68°52′E / 50.017°S 68.867°E).  Otkrila ih je 1772. prva ekspedicija Yves-Josepha de Kerguelen-Trémareca. Ime su dobili po markizu de Boynesu, francuskom ministru mornarice tog razdoblja. Osim spornog polaganja prava na Zemlju Adélie, ovi su otoci su najjužniji francuski teritorij.